# Open Source Ecology

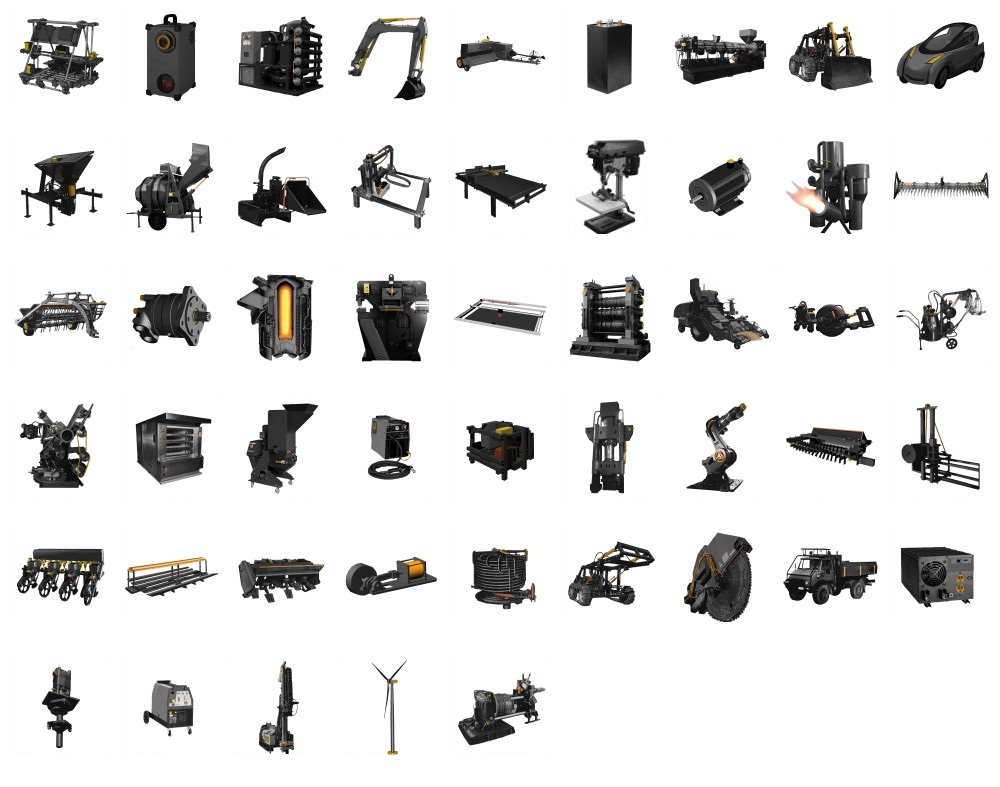
Zestaw 50 maszyn GVCS

Open Source Ecology (OSE) – projekt internetowej sieci skupiającej farmerów i inżynierów pracujących wspólnie nad Zestawem Konstrukcyjnym Globalnej Wioski (Global Village Construction Set). Projekt funkcjonuje od 2003 roku i powstał z inicjatywy Marcina Jakubowskiego, pochodzącego z Polski amerykańskiego fizyka z doktoratem z fuzji, który w duchu idei Open Source tworzy narzędzia rolnicze dla małych, samowystarczalnych gospodarstw domowych.

## Działalność
Celem projektu jest zbudowanie 50 maszyn przemysłowych od podstaw, które składają się na „zestaw początkującej cywilizacji”. W 2010 roku z obranych 50 maszyn i urządzeń udało się zbudować 8, w tym prasę do wypalania cegieł, mikrotraktor wózkowy z opcją modyfikacji do orki, koszenia lub cięcia; traktor wielozadaniowy LifeTrac (hybryda koparki z ciągnikiem rolniczym), prototyp wiertarki, kosiarkę i rozdrabniacz ziemi.
Projekt ma charakter globalny i łączący fascynatów z całego świata. Na stronie projektu udostępniono dokumentację, projekty 3D, schematy, nagrania instruktażowe oraz szacowany budżet. Średni koszt wytworzenia maszyn własnymi rękoma jest około 8 razy niższy niż w przypadku kupna jednego egzemplarza u producenta przemysłowego.
W 2009 roku w Szwecji Jakubowski zaprezentował swój pomysł podczas Free Society Conference and Nordic Summit. Rok później przed audytorium TED.com wygłosił prezentację „Otwarte źródło projektów dla cywilizacji”. Został wyróżniony tytułem Człowieka TED roku 2011. W 2011 wystąpił w Łodzi na zaproszenie grupy Cohabitat Gathering.